# Łukowa (Basses-Carpates)
Pour les articles homonymes, voir Łukowa.
Łukowa est une localité polonaise de la gmina de Nowa Sarzyna, située dans le powiat de Leżajsk en voïvodie des Basses-Carpates.